# Часовня Александра Невского (Старица)
Часовня Александра Невского — православная часовня в Старице Тверской области России. Расположена на левом берегу Волги, находится рядом с храмом Рождества Богородицы.

## История
Каменная часовня была построена в конце 1860-х годов. Сооружена в память спасения русского императора Александра II от покушения 4 апреля 1866 года на пожертвования жителей города. Была приписана к Борисоглебскому собору.
К часовне совершались ежедневные крестные ходы, которые прекратились в 1911 году.
В 1910 году на средства жителей Старицы и уезда здание было отремонтировано старостой М. И. Самуйловым. В то время в кокошники часовни вставили 8 новых икон, в стены — 3 иконы. Вокруг часовни была сооружения деревянная ограда.
В советское время часовня была заброшена, в 1970-х годах прошли ремонтные работы. По некоторым оценкам, в современный период, часовня снова нуждается в реставрации.

## Архитектура
Памятник архитектуры.
Построена в русско-византийском стиле. Кирпичная, восьмигранная. Сооружение стоит высокой белокаменной цокольной платформе, на которую со стороны западного входа ведёт лестница.

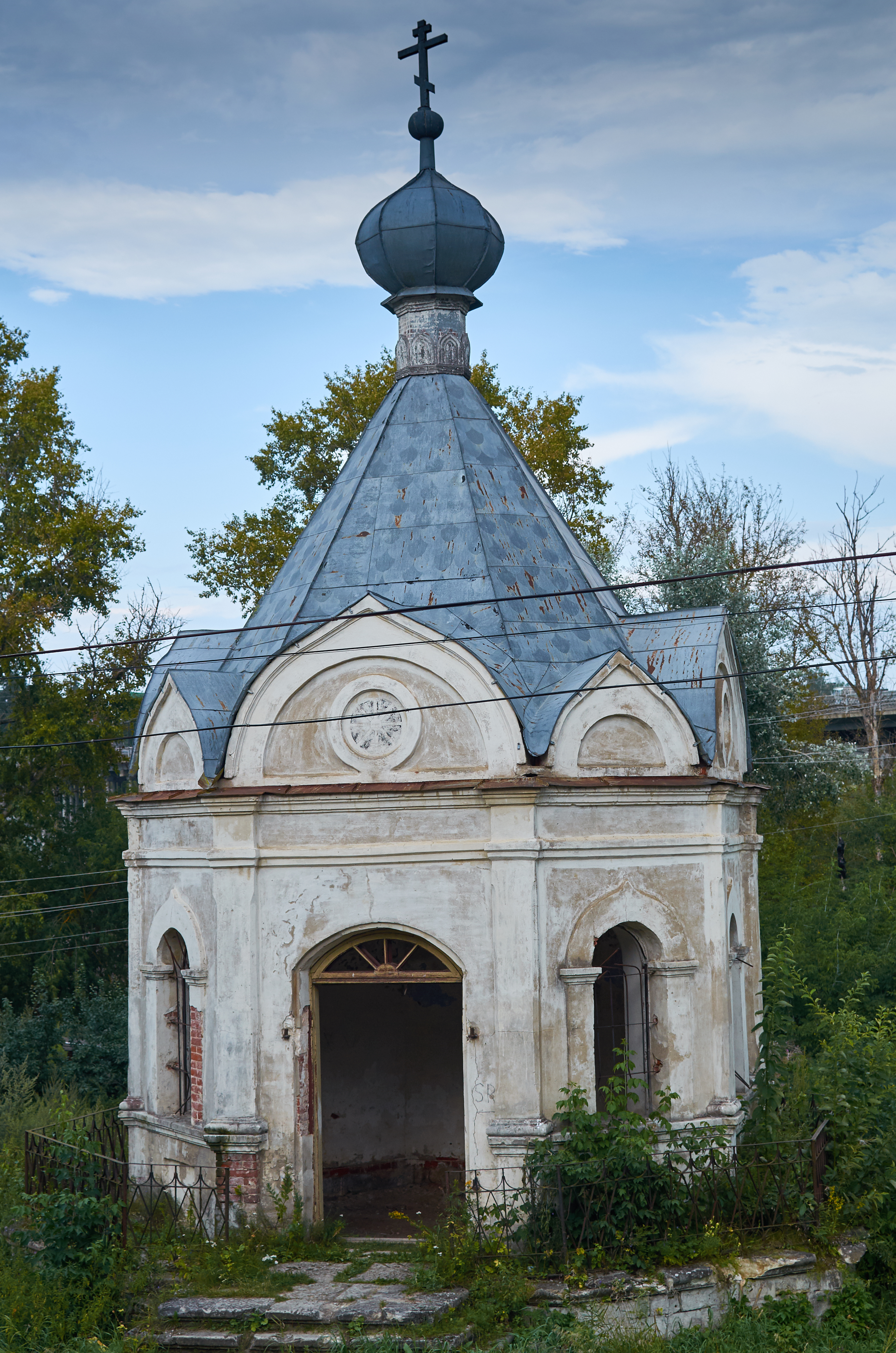
Часовня в 2016 году.